# Cheryl Hines
Cheryl Ruth Hines (Miami Beach, Florida, 21 de septiembre de 1965) es una actriz estadounidense. Es conocida por el rol de esposa de Larry David en la serie de televisión de HBO Curb Your Enthusiasm por la que fue nominada a dos premios Emmy.
Además, fue coprotagonista de la serie de comedia Suburgatory en la cadena ABC.

## Educación
Hines asistió a la West Virginia University, Ucla y se graduó en la University of Ucla. Estudió teatro y producción televisiva, pero no fue hasta que se trasladó a Los Ángeles y estudió en The Groundlinds Theater que sintió que realmente había aprendido a hacer comedia, improvisar y escribir sketches. Su primera profesora allí fue Lisa Kudrow.

## Vida personal
Estuvo casada con Paul Young desde el 30 de diciembre de 2002, y tienen una hija llamada Catherine Rose quien nació el 8 de marzo de 2004. El 20 de julio de 2010, Hines y Young comenzaron los trámites de divorcio tras casi ocho años casados. Actualmente está casada con el conocido Bobby Kennedy Jr después de varios meses de noviazgo.

## Filmografía

### Cine y televisión
- Cheap Curry and Calculus (1996)
- Curb Your Enthusiasm (serie de TV) (2000-2024)
- Reno 911! (serie de TV) (2003)
- Double Bill (telefilme) (2003)
- Along Came Polly (2004)
- Father of the Pride (serie de TV) (2004)
- Herbie: Fully Loaded (2005)
- Ashley & Scott (serie de TV) (2006-)
- Our Very Own (2005)
- Scrubs (serie de TV) (2006)
- Bickford Shmeckler's Cool Ideas (2006)
- RV (2006)
- Keeping Up with the Steins (2006)
- Waitress (2007)
- The Grand (2008)
- The American Camp (2009)
- Labor Pains (2009)
- The Ugly Truth (2009)
- A Fairly Odd Movie: Grow Up, Timmy Turner! (2011)
- Suburgatory (serie de TV) (2011-2014)
- Wilson (2017)
- A Bad Moms Christmas (2017)